# Ngựa Dales

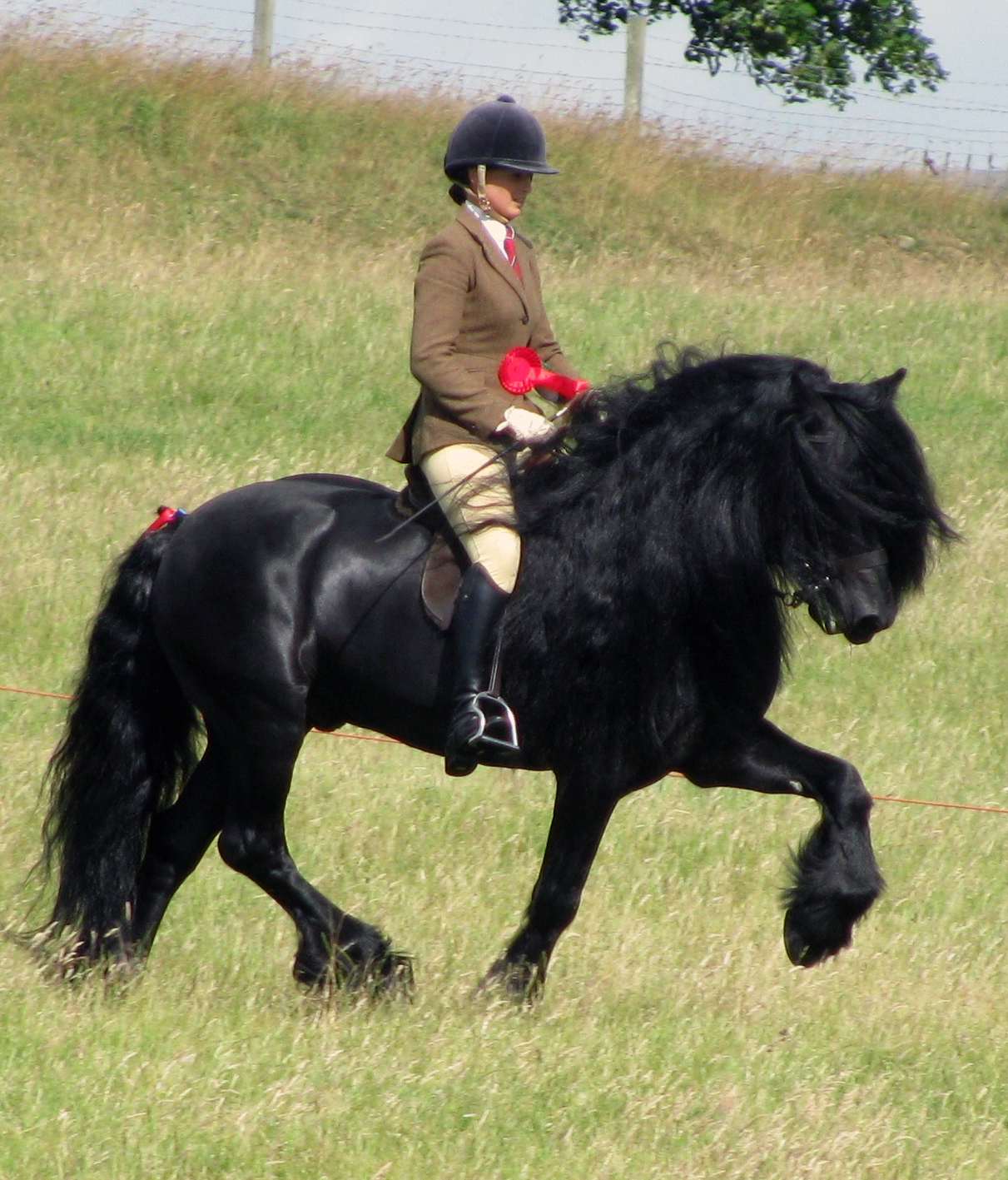
Cưỡi ngựa Dales

Ngựa lùn Dales hay ngựa Dales là một trong những giống ngựa bản địa và ngựa hoang của Vương quốc Anh. Giống ngựa này được biết đến với sức khỏe, rắn rỏi, sức chịu đựng, lòng can đảm, trí thông minh và có một cấu trúc cơ thể chắc khỏe. Lịch sử của giống ngựa Dales hiện đại có liên quan chặt chẽ đến lịch sử hoạt động khai thác mỏ chì ở khu vực Yorkshire Dales của Anh, và thời kỳ ban đầu nó là một con ngựa có nguồn gốc từ một số giống được lai tạo. Một giống ngựa đã được lai tạo ra vào năm 1916, và giống này đã được quân đội Anh sử dụng rộng rãi trong cả hai cuộc chiến tranh thế giới.
Ngựa Dales gần như đã tuyệt chủng trong Chiến tranh thế giới thứ hai, nhưng những nỗ lực bảo tồn sau cuộc chiến này đã đạt được một số thành công trong việc tái thiết số lượng giống. Ngày nay, giống ngựa được sử dụng cho nhiều hoạt động khác nhau, nhưng số lượng cá thể vẫn còn thấp nên tình trạng của chúng được coi là "quan trọng" (critical) theo Quỹ bảo tồn giống hiếm (Rare Breeds Survival Trust) với chỉ khoảng 300 con ngựa nái được nhân giống hàng năm và được liệt kê vào tình trạng "bị đe dọa" (threatened) theo Hiệp hội Bảo tồn Chăn nuôi (The Livestock Conservancy) với khoảng từ 1.000-5.000 cá thể được đăng ký giống.

## Đặc điểm
Một con ngựa Dales có chiều cao lý tưởng nhất là tầm từ khoảng 14 gang tay (hands là đơn vị đo lường đặc trưng ở các giống ngựa ở Anh), quy đổi ra khoảng 56 đến 58 inch, tương đương khoảng 142 to 147 cm, tức khoảng 1m4. Chúng có cái đầu phẳng, gọn gàng và có gờ rộng giữa hai mắt, chúng cũng có cái mõm nhọn và đôi tai cụp. Cơ thể giống ngựa nay khá ngắn ở phần phía sau, với khung xương sườn rộng, phần tư phía sau đầy đặn, giống ngựa này còn có một chiếc cổ vạm vỡ và dài kết hợp gọn gàng với vai dốc mạnh mẽ. Tứ chi của chúng rất cơ bắp, cân đối, gân hiện lên rõ ràng, cổ chân linh hoạt và móng guốc to tròn với gót hở. Chúng có bờm, đuôi, nhúm lông chân mượt và rậm rạp. Phần lớn ngựa Dales có màu lông đen (hắc mã), mặc dù các màu nâu, hồng mã, xám và phấn hồng (roan) cũng được chấp nhận.
Ngựa Dales phải di chuyển một cách nặng nhọc, mất sức, chúng thường nâng móng lên khỏi mặt đất tạo ra dáng vẻ nặng nề, nhưng trên tất cả, giống ngựa là một con vật lanh lợi, can đảm nhưng điềm tĩnh và tốt nết. Những con ngựa đực giống Dales và ngựa nái không thuần chủng (không phải là ngựa Dales) có thể được đăng ký theo diện là con lai. Những chú ngựa con không thuộc giống ngựa nái dòng Dales và ngựa đực không phải dòng ngựa Dales có thể không được cho đăng ký, vì các nhà quản lý giống mong muốn thúc đẩy việc nhân giống ngựa thuần chủng để duy trì mức số lượng quần thể hiện tại.
Ngựa Dales là một trong ba giống ngựa được biết đến là vât nuôi mang mầm bệnh di truyền Hội chứng suy giảm miễn dịch ở ngựa (FIS). Hội chứng FIS là một chứng bệnh gen lặn, theo đó những chú ngựa con bị ảnh hưởng bởi chứng bệnh này được sinh ra khi chúng thừa hưởng gen lặm từ cả bố và mẹ. Những chú ngựa non mắc bệnh FIS khi được sinh ra trông vẫn bình thường, nhưng hệ miễn dịch của chúng thực tế đã bị tổn thương và thiếu máu, dẫn đến nhiễm trùng không thể điều trị và tử vong nhanh chỉ trong vòng ba tháng. Sau này, nhờ sự phát triển về việc nghiên cứu bệnh này trên một thử nghiệm di truyền vào năm 2010 cho hay có khoảng 12% ngựa con thuộc giống ngựa Dales được kiểm tra ở Anh được phát hiện là có mang mầm bệnh. Việc sử dụng thử nghiệm di truyền đã cho phép các nhà lai tạo tránh giao phối hai cá thể ngựa mang mầm bệnh, do đó, rủi ro bệnh tật sẽ tránh được cho ngựa con.